# Kỷ Tỵ
Kỷ Tỵ (chữ Hán: 己巳) là kết hợp thứ sáu trong hệ thống đánh số Can Chi của người Á Đông. Nó được kết hợp từ thiên can Kỷ (Thổ âm) và địa chi Tỵ (rắn). Trong chu kỳ của lịch Trung Quốc, nó xuất hiện trước Canh Ngọ và sau Mậu Thìn.

## Các năm Kỷ Tỵ
Giữa năm 1700 và 2200, những năm sau đây là năm Kỷ Tỵ (lưu ý ngày được đưa ra được tính theo lịch Việt Nam, chưa được sử dụng trước năm 1967):
- 1509
- 1569
- 1629
- 1689
- 1749
- 1809
- 1869
- 1929 (10 tháng 2, 1929 – 29 tháng 1, 1930)
- 1989 (6 tháng 2, 1989 – 26 tháng 1, 1990)
- 2049 (2 tháng 2, 2049 – 22 tháng 1, 2050)
- 2109
- 2169

## Sự kiện năm Kỷ Tỵ
Năm 111 TCN (năm Kỷ Tỵ thứ nhất trước Công nguyên), nhà Hán thôn tính nước ta.
Năm 1989 (năm Kỷ Tỵ thứ 33), Công ước Liên hợp quốc về quyền trẻ em ra đời.
Sự kiện tại quảng trường Thiên An Môn (Trung Quốc). 